# Dimidiochromis compressiceps
Dimidiochromis compressiceps (лат. ) — аквариумная рыба семейства цихловых. Этот вид рыб получил своё название благодаря уплощённой в вертикальной плоскости тела. Достигают размера 20—25 см. Окраска самцов голубоватая, самок — от серебристого до светло-желтого.

## Распространение
Представители этого вида цихлид встречаются в центральной части озера Малави (государство Мозамбик) в водах залива Заме, расположенного с восточной стороны крупного острова Чисумулу.

## Размножение
В естественной среде рыбы живут поодиночке, как и другие хищники. Самки и молодь не территориальны, самцы также. Хотя в нерестовый период определенная стационарность в поведении наблюдается. Самцы не имеют постоянных нерестилищ и размечают временные границы мест нереста, при этом агрессия по отношению к одновидовым самцам минимальна.

## Питание
Dimidiochromis compressiceps — типичный хищник засадчик. Представители этого вида атакуют свою добычу из засады из положения «головой вниз», маскируясь в зарослях высших растений. Локализуют добычу обоими глазами, одним движением корпуса молниеносно схватывают и заглатывают добычу. В этом им успешно помогают острые зубы, удлинённые ротовая полость и голова. Сплюснутый по бокам корпус помогает развить максимальное ускорение атаки.
Питается подходящей по размеру рыбёшкой. В основном, молодью других цихловых, преимущественно, из группы «Утака». В рацион питания (особенно молоди) также могут входить ракообразные и беспозвоночные.